# Aula Magna (Bruxelles)
Pour les articles homonymes, voir Aula Magna.

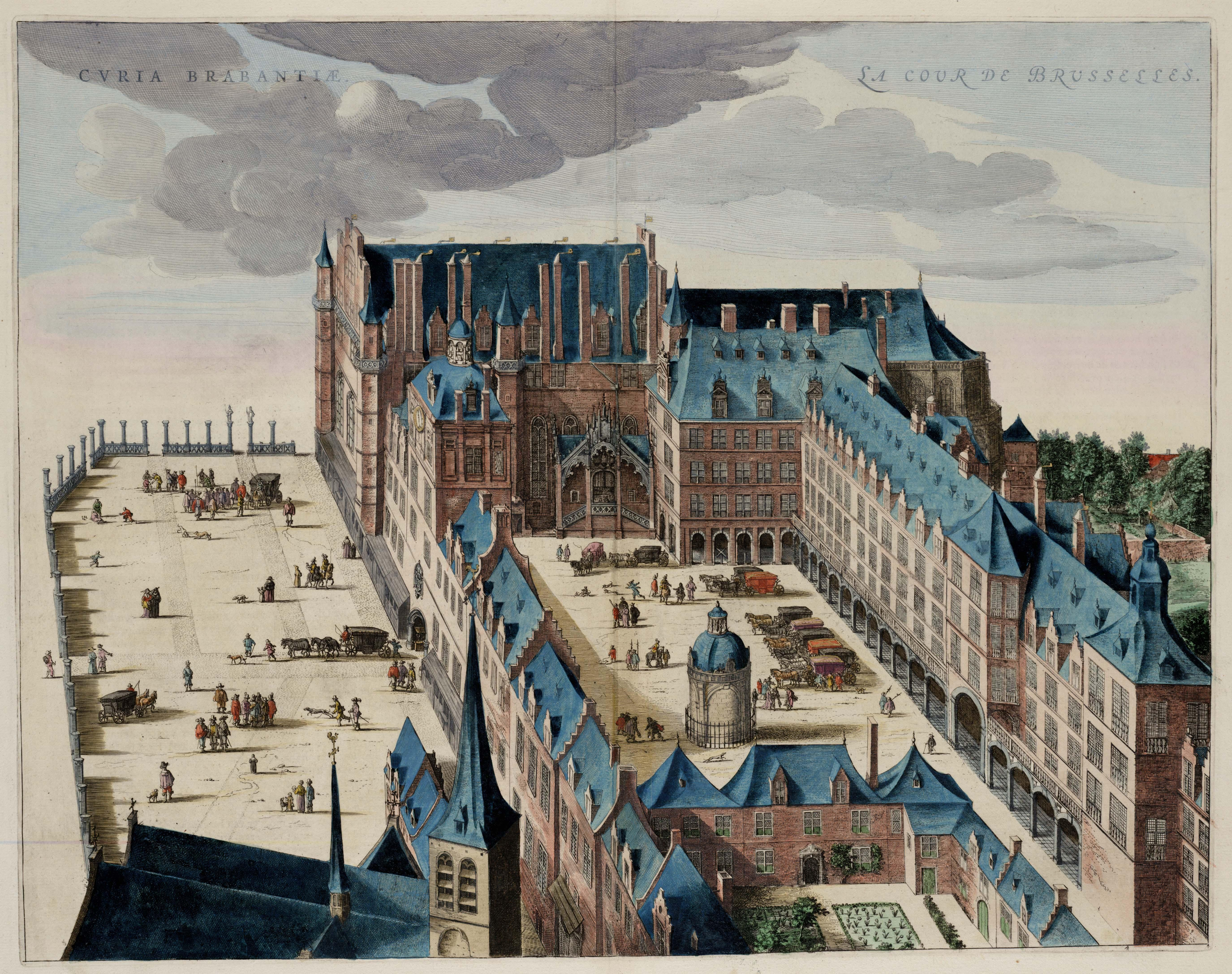
Le palais du Coudenberg avec l'Aula Magna en haut à gauche

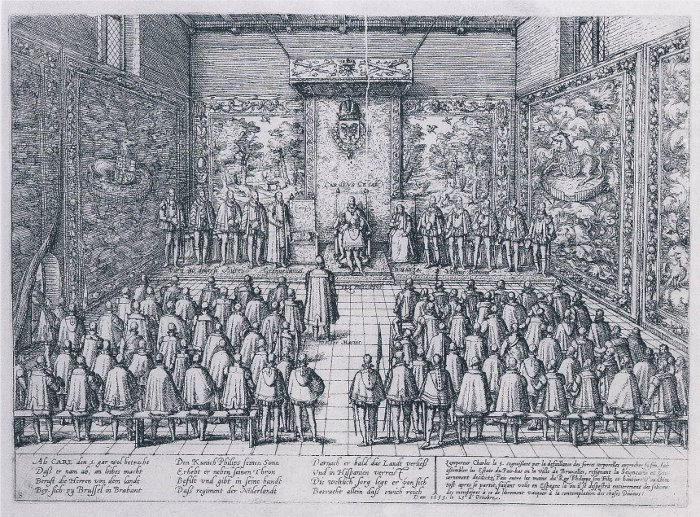
Abdication de l'empereur Charles Quint à l'Aula Magna

L' Aula Magna, du latin grande salle, était la salle d'apparat du palais du Coudenberg, dans le Quartier Royal à Bruxelles, destiné aux cérémonies officielles, rassemblements solennels, et festivités.

## Histoire
La construction a eu lieu entre 1452 et 1460 et a été financée par la trésorerie communale. Le conseil communal de la ville de Bruxelles voulait convaincre le duc de Bourgogne Philippe le Bon de faire de la ville sa résidence permanente, ce qui a largement réussi. Ce résultat n'était pas été acquis d'avance, on le voit dans l'initiative similaire des Lillois, qui ont financé la construction d'un palais entièrement nouveau (le Palais Rihour, 1454-1470) avec beaucoup moins d'effet.
Un cahier des charges du 27 mai 1452 confia les travaux de maçonnerie à l'architecte de la ville Willem de Voghel. La salle, dotée de hautes fenêtres en arc brisé et de pas moins de 22 cheminées, était reliée à la cour intérieure du palais par un escalier majestueux et s'ouvrait par deux grandes portes sur la chapelle de la cour (commencée en 1522). L'impressionnante voûte s'étendait sur un espace intérieur de 40 mètres sur 16,3 mètres, sans colonnes porteuses. Plus d'un millier de personnes purent assister à l'abdication de Charles Quint dans la salle en 1555.

## Événements
Des cérémonies officielles ont eu lieu dans l'Aula Magna ainsi que d'illustres festivités sous les ducs de Bourgogne et les souverains ultérieurs des Pays-Bas du Sud. Les événements importants qui s'y sont déroulés comprennent :
- 1461 : Réception d'une haute délégation d'Orient, conduite par le patriarche d'Antioche
- 1465 : première réunion des États généraux des Pays-Bas (Dix-sept provinces)
- 1515 : émancipation de l'empereur Charles Quint
- 1530 : nomination de Marie de Hongrie comme gouverneur des Pays-Bas espagnols
- 1555 : abdication de l'empereur Charles Quint, transférant ses territoires des Pays-Bas à son fils Philippe II
- 1566 : mariage d'Alexandre Farnèse, gouverneur des Pays-Bas espagnols, qui sert de toile de fond à la remise de la pétition du Compromis des Nobles (préparée par Philippe de Marnix de Sainte Aldegonde, le principal intellectuel bruxellois de l'époque [3]), à Marguerite de Parme, fille de Charles Quint, et gouvernante régente des Pays-Bas.

La salle a subi d'importants dégâts lors de l'incendie dévastateur du palais en 1731. Les murs extérieurs étaient encore debout, mais après quelques décennies, les ruines furent démolies (en 1774) pour faire place à la Place Royale et à l'Hôtel de Grimbergen.

## Restes
Les fouilles commencées dans les années 1980 ont révélé les fondations du site, ainsi que les caves situées sous l'Aula Magna, qui servaient de cuisines et de réserves. En 1995-2000, les archéologues de Pierre Bonenfant ont retrouvé le sol quasiment intact de la salle, en pierre blanche et bleue en damier. Les 500 dalles étaient stockées sur quatorze palettes de manutention sous le viaduc d'Auderghem, où elles ont disparu en 2003.
Les visiteurs peuvent voir la grande cheminée de la cuisine et les escaliers menant aux tours, sur lesquels sont placées des clés de voûte avec l'emblème de Philippe le Bon, duc de Bourgogne.

## Exposition universelle de 1935
Pour l'Exposition universelle de 1935, le quartier royal de la Cour de Bruxelles au début du XVIIIe siècle, dont l'Aula Magna, a été reconstitué en grandeur nature au Palais des Expositions sur le plateau du Heysel ,. L'architecte Paul Saintenoy a réalisé des plans détaillés de reconstruction.

## Littérature (dans l'ordre de parution)
- Alfonsine Maesschalck et Jos Viaene, "L'Hôtel de ville de Louvain et l'Aula Magna de Bruxelles, gothique brabançon ou pas ?", dans : Contributions à l'histoire (Anvers), LXXXIII, 2003, n° 3-4, p. 283-320.
- Pierre Anagnostopoulos[6] & Jean Houssiau [7], L’ancien palais du Coudenberg, Bruxelles, 2006, p. 8 (Collection « Bruxelles Ville d’Art et d’Histoire », n°42) [8],[9].
- Pierre Anagnostopoulos & Jean Houssiau, The old Palace of Coudenberg, Brussels, Ministry of Brussels-Capital Region, 2006 [10].
- Claire Dickstein-Bernard, « La construction de l'Aula Magna au palais du Coudenberg. Histoire du chantier (1452-1461?)", dans : Annales de la Société royale d'Archéologie de Bruxelles, vol. 68, 2007, p. 35-64 [11].
- Alain Dierkens, Michel Fourny, Les indices archéologiques les plus anciens au château du Coudenberg à Bruxelles, in L'origine du château médiéval, Actes, 2012, pp. 99-103 [12].
- Vincent Heymans, Laetitia Cnockaert et autres, Palais du Coudenberg à Bruxelles. Du château médiéval au site archéologique, Mardaga, Bruxelles, 2014. Également disponible en néerlandais et en anglais. (ISBN 9789461610942) [13].
- Bram Vannieuwenhuyze, « La cave à vin de la Cour du Coudenberg, propriété de la Ville de Bruxelles à la fin du XVIe siècle », Annales d'histoire de l'art & d'archéologie, Bruxelles, 2016, t. XXXVIII, pp. 115-132 [14].
- Michel Fourny, « L'Aula Magna du palais du Coudenberg à Bruxelles. Tentative de restitution de l'organisation spatiale et fonctionnelle du bâtiment, des caves au greniers », in Le château de fond en comble, Centre de castellologie de Bourgogne, Chagny, 2020, pp. 450-465 [15].